# 3803-as busz
A 3803-as jelzésű autóbuszvonal egy Encs és Fügöd között közlekedő helyi járat, amelyet a Volánbusz Zrt. üzemeltet tanítási napokon.

## Útvonala
Encs autóbusz állomásáról indul. Néhány indítás érinti a Bem József úti iskolát is, azt követően kanyarodnak Ináncs irányába. A 3706-os mellékúton éri el az egykori községet, Fügödöt, ami ma már a városhoz tartozik. Autóbusz csak a településrészig közlekedik, az onnan pár kilométerre található Ináncs és Hernádszentandrásra ezen az útvonalon nem közlekedik egyetlen járat sem.
Indításszáma átlagos, csak 3803-as busz tér ki ide, tanítási napokon nem lehetséges az eljutás innen tömegközlekedéssel. Ellentétes irányban útvonala változatlan.

## Közlekedése
| Indulási helyszín | Érkezési helyszín | Indításszáma | Közlekedése      |
| ----------------- | ----------------- | ------------ | ---------------- |
| Encs, aut. áll.   | Fügöd, aut. ford. | 5 pár        | tanítási napokon |

## Megállóhelyei
| 0                                  | Encs, autóbusz-állomás végállomás  | 0 | 0.0 km | 3720, 3722, 3723, 3728, 3801, 3802, 3804, 3806, 3808, 3809, 3810, 3811, 3812, 3815, 3816, 3819, 3821, 3824 |
| Tanítási napokon 3 indítás érinti. |                                    |   |        | |
| ∫                                  | Encs, Bem József úti iskola        | ∫ | ∫      | – |
| 0                                  | Encs, autóbusz-állomás végállomás  | 0 | 0.0 km | 3720, 3722, 3723, 3728, 3801, 3802, 3804, 3806, 3808, 3809, 3810, 3811, 3812, 3815, 3816, 3819, 3821, 3824 |
| Tanítási napokon 1 indítás érinti. |                                    |   |        | |
| ∫                                  | Encs, iskola                       | ∫ | ∫      | 3720, 3722, 3723, 3728, 3802, 3804, 3806, 3808, 3809, 3810, 3811, 3812, 3815, 3816, 3819, 3821, 3824, 3868 |
| 1                                  | Encs, Május 1. utca 57.            | 2 | 1.8 km | – |
| 2                                  | Fügöd, Fő utca 114.                | 3 | 2.5 km | – |
| 3                                  | Fügöd, templom                     | 5 | 3.2 km | – |
| 4                                  | Fügöd, Fő utca 18.                 | 7 | 3.8 km | – |
| 5                                  | Fügöd, autóbusz-forduló végállomás | 8 | 4.0 km | – |